# Powell Peralta
Powell&Peralta je americká skateboardová společnost založená Georgem Powellem a Stacy Peraltou v roce 1978. Společnost se dostala do popředí v roce 1980, kdy skateboarding začal dozrávat jako sport. O čtyři roky později se na scéně objevil skateboardový tým Bones Brigade složený z nejlepších jezdců té doby. Peralta opustil společnost v roce 1991 a Powell dál pokračoval ve výrobě skateboardového a bruslařského vybavení se značkami Powell, Bones, RollerBones a Bones Bearings. Oba zakladatelé společnosti se po letech znovu sešli, aby nabídli dnes již klasický sortiment společnosti pod názvem Powell Classic. Pro značku Powell&Peralta je charakteristické kreativní zpracování skateboardových desek, oblečení a propagačních předmětů výtvarníka Vernona Courtlandta Johnsona.

## Začátky
George Powell studoval inženýrství na Stanfordově univerzitě a v roce 1957 začal podomácku vyrábět skateboardy z kolečkových bruslí. V roce 1974 ho jeho syn požádal o skateboard, ale když Powell vytáhl z garáže svůj starý model, zjistil že už nejezdí jak by měl. O skateboarding se začal více zajímat a uvědomil si, že nová polyuretanová kolečka výrazně zlepšují jízdu. Znovu se pustil do výroby skateboardů a v kompozitních deskách použil nové materiály – hliník a sklolaminát. Jedním z testovacích jezdců nových flexibilních slalomových prken byl Stacy Peralta.
Když Powella propustili z práce v leteckém průmyslu, přestěhoval se z Los Angeles do Santa Barbary, aby si otevřel vlastní podnik. V roce 1976 vyrobil desku Quiksilver ProSlalom, kterou prodával nejprve prostřednictvím společnosti Sims, ale brzy rozjel vlastní distribuci a nabízel desky Quiksilver, Quicktail a kolečka Bones.

## Založení značky
V roce 1978 se Powell spojil se Stacy Peraltou a původní firmu přejmenovali na Powell&Peralta. Stacy převzal vedení týmu a reklamu a v roce 1979 představil skateboardový tým s názvem Bones Brigade.

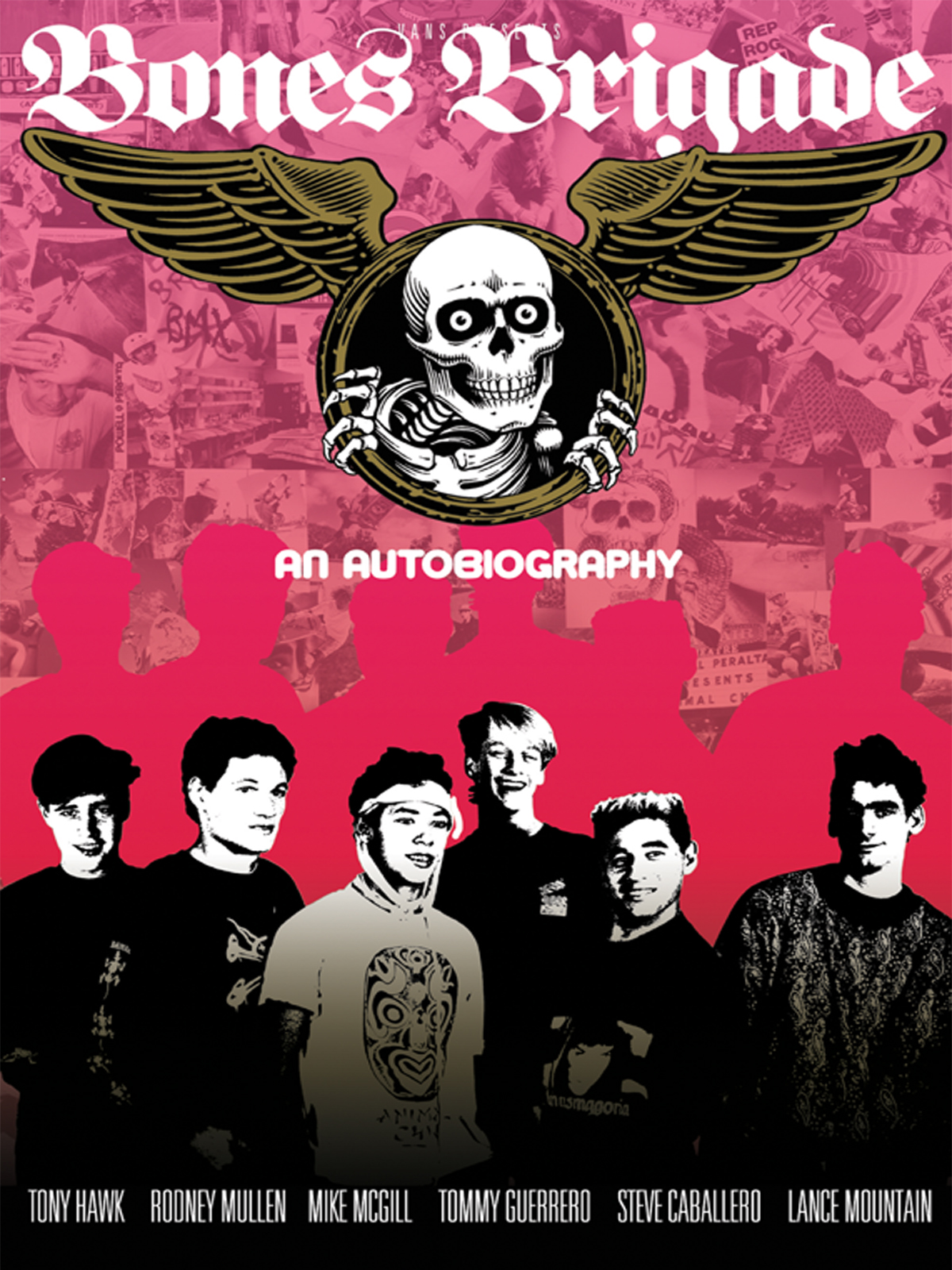
Plakát k filmu Bones Brigade: An Autobiography, 2012

## Bones Brigade
byl soutěžní tým, který jezdil pod hlavičkou Powell&Peralta a později Powell. Bones Brigade byla v roce 1984 katapultována na výsluní díky režii Stacyho Peralty, který vystihl moment, kdy se stal videopřehrávač součástí každé domácnosti. V produkci Powell&Peralta vzniklo deset filmů, které byly a jsou jedněmi z nejvlivnějších skateboardových videí historie:
- Video show The Bones Brigade (1984)
- The Bones Brigade Video Show (1984)
- Future Primitive (1985)
- The Search for Animal Chin (1987)
- Public Domain (1988)
- Axe Rated (1988)
- Ban This (1989)
- Propaganda (1990)
- Eight (1991)
- Celebrity Tropical Fish (1991)

Hvězdnou sestavu týmu koncem osmdesátých let tvořili Steve Caballero, Tommy Guerrero, Tony Hawk, Mike McGill, Lance Mountain a Rodney Mullen. V roce 1987 se objevili i ve skateboardové sekvenci filmu Police Academy 4: Citizens on Patrol.
Mezi významné členy týmů Bones Brigade a Powell&Peralta v průběhu let patřili:
- Ray „Bones“ Rodriguez
- Steve Saiz
- Ray Barbee
- Alan Gelfand
- Nicky Guerrero
- Kevin Harris
- Brandon Novak
- Bucky Lasek
- Andy Macdonald
- Guy Mariano
- Cameron Martin
- Colin McKay
- David „Q“ Occhiuzzo
- Steve Rocco
- Chris Senn
- Jim Thiebaud
- Mike Vallely
- Danny Way
- Frankie Hill
- Per Welinder
- Ray Underhill
- Steve Steadham
- Jason Ellis
- Andy Anderson

## Propad a vzestup
Na konci 80. let začaly ve skateboardovém průmyslu operovat menší společnosti, které převzaly podíl na trhu. Mnoho profesionálních jezdců zběhlo k nezávislým firmám, nebo založili vlastní. To se nevyhnulo ani značce Powell&Peralta. Na konci roku 1991 opustil firmu Stacy (aby se mohl naplno věnovat svým filmovým projektům) a společnost se vrátila k původnímu názvu Powell Corporation. Rodney Mullen a Steve Rocco založili v roce 1987 World Industries, Lance Mountain v roce 1991 The FIRM a Tony Hawk o rok později značku Birdhouse.

## Návrat
V roce 2007 se George Powell a Stacy Peralta opět spojili, aby uvedli na trh některé z původních modelů se značkou Powell&Peralta. Aktuální reedice zahrnují modely Steva Caballera, Raye „Bonese“ Rodrigueze, Mikea McGilla, Tommy Guerrera, Steva Steadhama nebo Mikea Valleyho. Na konci roku 2010 byly Powell Skateboards a Powell Classic sloučeny zpět do Powell&Peralta. Členem PRO týmu firmy je stále Steve Caballero a v březnu 2011 společnost oznámila, že Vernon Courtlandt Johnson pracuje pro značku na nových designech.

## Bones, RollerBones a Bones Bearings
Firma vedená Georgem Powellem od konce sedmdesátých let vyráběla kolečka na skateboardy a dvouřadé kolečkové brusle. Pod značkami Bones a RollerBones produkovala desítky typů a tvarů koleček v pestré paletě barev. Začátkem osmdesátých let rozšířila společnost nabídku o přesná ocelová a později i keramická kuličková ložiska Bones Bearings. V roce 2013 natočila bruslařka Michelle Steilen pro Bones Bearings video, které zaznamenalo na YouTube za první týden téměř půl milionu zhlédnutí. O sedm let později se Michelle u RollerBones dočkala vlastního modelu koleček Estro Jen.

###### Filmografie Powell
- Hot Batch (1992)
- Chaos (1992)
- Play (1993)
- Suburban Diners (1994)
- Scenic Drive (1995)
- Strip Mall Heroes (1998)
- Magic (1999)
- Bones Bearings Class of 2000 (1999)
- FUN (2009)